# Türkmén Szovjet Szocialista Köztársaság
A Türkmén Szovjet Szocialista Köztársaság, ismertebb nevén Türkmenisztán, a Szovjetunió egyik közép-ázsiai állama volt 1925 és 1991 között. 1921. augusztus 7-én jött létre a Türkmén Terület a Turkesztáni Autonóm Szovjet Szocialista Köztársaságon belül, majd 1925. május 13-án kivált, és létrejött a Türkmén Szovjet Szocialista Köztársaság.
Az alapítás óta az ország határai nem változtak. 1990. augusztus 22-én a türkmén kormány függetlenedett a szovjet törvényhozás alól. 1991. október 27-én kikiáltották az ország függetlenségét, hivatalos neve pedig Türkmén Köztársaságra módosult. A Szovjetunió megszűnése (december 25.) után ismerték el függetlenségét. 
A Türkmén SZSZK-t északon a Kazah Szovjet Szocialista Köztársaság, délen Irán és Afganisztán, keleten az Üzbég Szovjet Szocialista Köztársaság, míg nyugaton a Kaszpi-tenger határolta.

## Története

### Az Orosz Birodalom alatt
Az Orosz Birodalom a 19. században kezdte meg Közép-Ázsia elfoglalását. Az ott élő türk törzsek közül a türkmének rendelkeztek a legerősebb hadsereggel, akik a hívai kán szolgálatában voltak. 1869-ben a második orosz invázió után, alapították a Kaszpi-tenger partján Krasznovodszk (ma Türkmenbaşy) kikötővárosát. 1873-ban Oroszország megszállta és vazallusává tette a Hívai Kánságot. 1881-ben került sor az utolsó lázadó türkmén törzs felszámolására. Az 1890-es években Oroszország, Perzsia és Afganisztán egy nemzetközi szerződésben felosztották a maradék lakatlan területeket és lefektették  a maival teljesen megegyező államhatárokat.
Az orosz uralom alatt a terület a Transzkaszpi régióhoz tartozott, közigazgatási, katonai és gazdasági központja Taskent lett. Az 1880-as években építették az első vasútvonalat Krasznovodszk és Asgabat között, amit néhány évvel később meghosszabbítottak Taskentig. A vasúthálózat kiépülésével megkezdődött a városiasodás és az ipar fejlődése. Habár ez a régió az Orosz Birodalom gyarmatának lehetett volna nevezni, a Brit Birodalom érdekei és a türkmének forradalma mégis az orosz közigazgatást tette hivatalossá.

### A szovjet szocialista köztársaság létrehozása
A türkmének az októberi forradalomban nem, csak később vettek rész fegyveres megmozdulásokban. Habár a türkmének többsége gyűlölte a cári rendszert és függetlenség-párti volt, vezetőik többsége 1906 és 1916 között kivándoroltak. A többi közép-ázsiai területhez hasonlóan a helyiek is gyakran megmozdultak a szovjet uralom ellen, a Vörös Hadsereg számbeli fölénye azonban hamar letörte a türkmének ellenállását. Az ezt követő rémuralom alatt türkmének ezreit végezték ki és félmillió lakos hagyta el az országot.
1924 októberében a szovjet vezetés felszámolta a cári közigazgatás maradékát, a Transzkaszpi és Türkmén régiók részeiből megalakult a Türkmén Szovjet Szocialista Köztársaság, ami a második volt ebben a régióban. Az erőszakos kollektivizálás teljesen felszámolta a nomád életformát, az eredetileg ott élőket pedig elűzték földjeikről. Az élet minden terére kiható diktatúra átformálta az addigi társadalmi szerkezetet és elfojtotta a nemzeti önérzetet. Az erőszakos iparosítás következtében a népesség egy része kivándorolt, helyükre oroszok és más szláv lakosok érkeztek. Az ipari központok és ezzel együtt a nagyvárosok is a természeti erőforrásokban gazdag területeken jöttek létre és/vagy fejlődtek.
A szovjet uralom alatt minden vallást betiltottak, követőiket pedig üldözték. A vallási iskolák és mecsetek többségét bezárták, egyeseket elpusztítottak. A második világháború alatt megalakult egy hivatalos muszlim gyülekezet Taskent központtal, amely a vallás terjesztése mellett a propaganda egyik fő eleme volt, kombinálva a vallást az ideológiával. A kombináció azonban sikertelen volt és az ateizmus hozzájárult a türkmén muszlim közösségek elkülönüléséhez a világ többi közösségével szemben. 
Egyes vallási szokások, mint például a muzulmán temetkezés és a férfiak körülmetélése, a szovjet időszakban folytatódtak, de a legtöbb vallási esemény, ismeret és szokás csak "népi formában", a vidéki térségekben maradtak fenn, mint amolyan nem hivatalos iszlám, amelyet az államilag irányított Lelki Igazgatóság nem korlátozott.

### A függetlenség előtt
Az 1930-as évek elején a moszkvai kormány szigorúan ellenőrizte a területet. A Szovjetunió Kommunista Pártjának nemzetiségi politikája elősegítette a türkmén politikai elit hatalmának kiépítését és támogatta az eloroszosítást. A szlávok mind Moszkvában, mind Türkmenisztánban szorosan felügyelték a kormányzati tisztviselők és bürokraták nemzeti káderét; általában a türkmén vezetés határozottan támogatta a szovjet politikát. Moszkva szinte minden politikai tevékenységet uralma alatt tartott a köztársaságban, - az 1980-as évek közepén kirobbant korrupciós botrány kivételével, amely Muhammetnazar Gapurow főtitkár hosszú ideig tartó uralmának vetett véget,- Türkmenisztán átlagos szovjet köztársaság volt. A külföldiek és szovjet állampolgárok többsége nem látogathatta meg az országot, emellett a türkmén állampolgárok többsége sem hagyhatta el lakóhelyét. Mihail Gorbacsov reformpolitikája nem gyakorolt jelentős hatást Türkmenisztánra, mivel a helyi politikusok és a Szovjetunió miniszterei ritkán találkoztak egymással és soha nem jutottak megegyezésre. A köztársaságot felkészületlenül érte a Szovjetunió felbomlására és az 1991-es függetlenedés.
Amikor a Szovjetunió más tagköztársaságai 1988-ban és 1989-ben nagyobb önállóságot nyertek, Türkmenisztán vezetése kritizálta Moszkva gazdasági és nemzetközi politikáját, mint a türkméneket kizsákmányoló és károsító folyamatot. A köztársasági Legfelsőbb Tanács egyhangú döntésével, 1990 augusztusában Türkmenisztán kinyilvánította az állam függetlenségét. 1991 augusztusában a moszkvai Gorbacsov-rezsim ellen irányuló puccskísérlet után Türkmenisztán népszerű kommunista vezetője, Saparmyrat Nyýazow népszavazást követelt a függetlenségért. A szavazáson részt vettek 94%-a támogatta a függetlenség kikiáltását. Türkmenisztán Legfelsőbb Tanácsának nem volt más választása, 1991. október 27-én elismerte a Türkmén Köztársaság létrejöttét. Az ország a Szovjetunió megszűnésekor, 1991. december 25-én függetlenedett.

## Politika
A többi szovjet köztársasághoz hasonlóan a Türkmenisztán is a marxista-leninista egypártrendszert követte. Az egyetlen legálisan működő párt a Szovjetunió Kommunista Pártjának egyik ága, a Türkmenisztán Kommunista Pártja volt
Türkmenisztán politikája egy egypárti szocialista köztársaság keretein belül zajlott. A Legfelsőbb Tanács a köztársaság egykamarás törvényhozója volt, amelyet annak elnöke vezetett. A törvényhozó, a végrehajtó és az ítélkező hatalmi ágat megtestesítő intézmény a fővárosban, Asgabat-ban ülésezett (egymástól való függetlenségük természetesen nem volt biztosítva, a moszkvai vezetés által kinevezett főtitkár gyakorolta a tényleges hatalmat).

## Fordítás
Ez a szócikk részben vagy egészben  a   Turkmen Soviet Socialist Republic című angol Wikipédia-szócikk ezen változatának fordításán alapul.  Az eredeti cikk szerkesztőit annak laptörténete sorolja fel. Ez a jelzés csupán a megfogalmazás eredetét és a szerzői jogokat jelzi, nem szolgál a cikkben szereplő információk forrásmegjelöléseként.